# Neumarkt (Zürich)
Der Neumarkt (Dialekt: Neumärt) ist ein Strassenstück, ein Platz und ein Gebiet im Niederdorf in der historischen Altstadt von Zürich.

## Lage
Der Neumarkt ist durch Spiegelgasse, Rindermarkt, Froschauergasse und Seilergraben begrenzt und befindet sich an der rechten Seite der Limmat. Er beginnt an der Ecke Rindermarkt/Froschauergasse und endet beim Seilergraben 1. Der den Neumarkt überragende Grimmenturm ist sein weit sichtbares Wahrzeichen.

## Geschichte
Im 12. Jahrhundert entstand eine neue Vorstadt der mittelalterlichen Stadt Zürich mit einem neuen Markt als Zentrum. Der bisherige alte Markt hatte sich an der Marktgasse und möglicherweise an der Stüssihofstatt befunden. Die erste urkundliche Erwähnung des Neumarktes stammt aus einem Hausverkauf, der am 26. November 1311 besiegelt wurde.
Im Verlauf des 13. Jahrhunderts entstand die zweite Stadtbefestigung, die auch den Neumarkt umfasste. An der Ostseite des Neumarkts wurde das Neumarkttor erbaut (1340 als Nünmargtsturm erwähnt, später auch als Kronentor bezeichnet). Das am Seilergraben gelegene Stadttor diente als Zugang von der «Oberen Strasse». Der Turm wurde im 16. Jahrhundert mit einer Uhr mit verziertem Zifferblatt ausgerüstet und 1827 geschleift.

## Sehenswürdigkeiten
Der Grimmen- und der Bilgeriturm sind zwei historische Wohntürme. Beim Neumarktplatz befindet sich das Theater Neumarkt. Der im 15. Jahrhundert gebaute Jupiterbrunnen wurde 1987 zerstört, durch eine Nike-Figur nach der Siegesgöttin «Nike» in der griechischen Mythologie ersetzt und heisst seitdem Nike-Brunnen. Im «Haus zum Rech» befindet sich das baugeschichtliche Archiv der Stadt Zürich, in dem das «Stadtmodell Zürich 1800» und wechselnde Ausstellungen über die Stadt besichtigt werden können. Im Jahre 1875 erhielt der Kupferschmied Johannes Ulrich Amsler über einen Verpflichtungsschein den Auftrag, […] «das Dach des an den Grimmenturm angrenzenden Nebengebäude so mit Känneln zu versehen, dass das Wasser von demselben, dem zum Turm gehörigen Höfli unbeschadet, auf die Strass oder in den Abzugsgraben ablaufen kann» […]. Am Neumarkt 27 befindet sich Gottfried Kellers Geburtshaus «Zum goldenen Winkel».

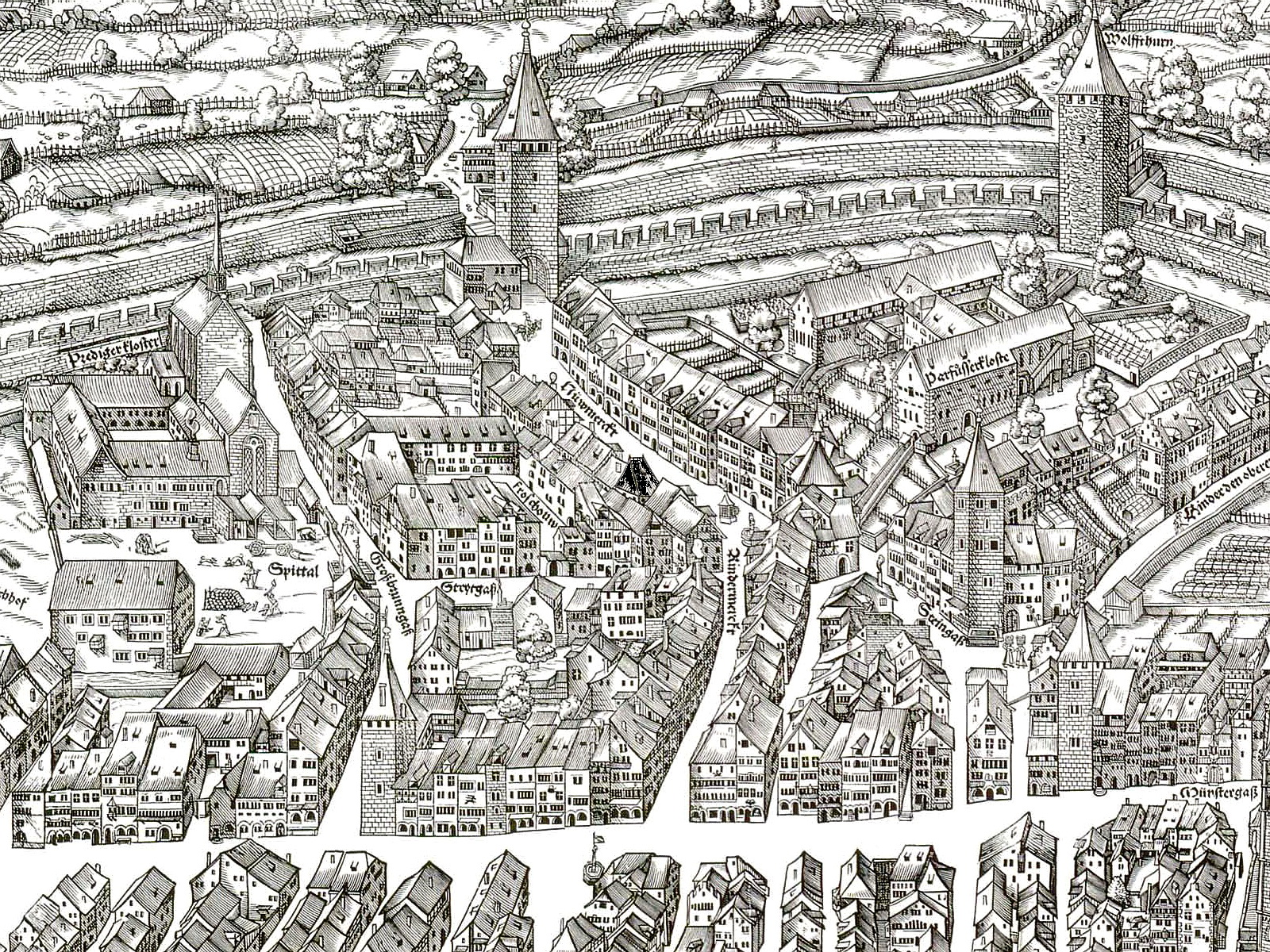
Neumarkt (Nüwmerckt) auf dem Murerplan von 1576
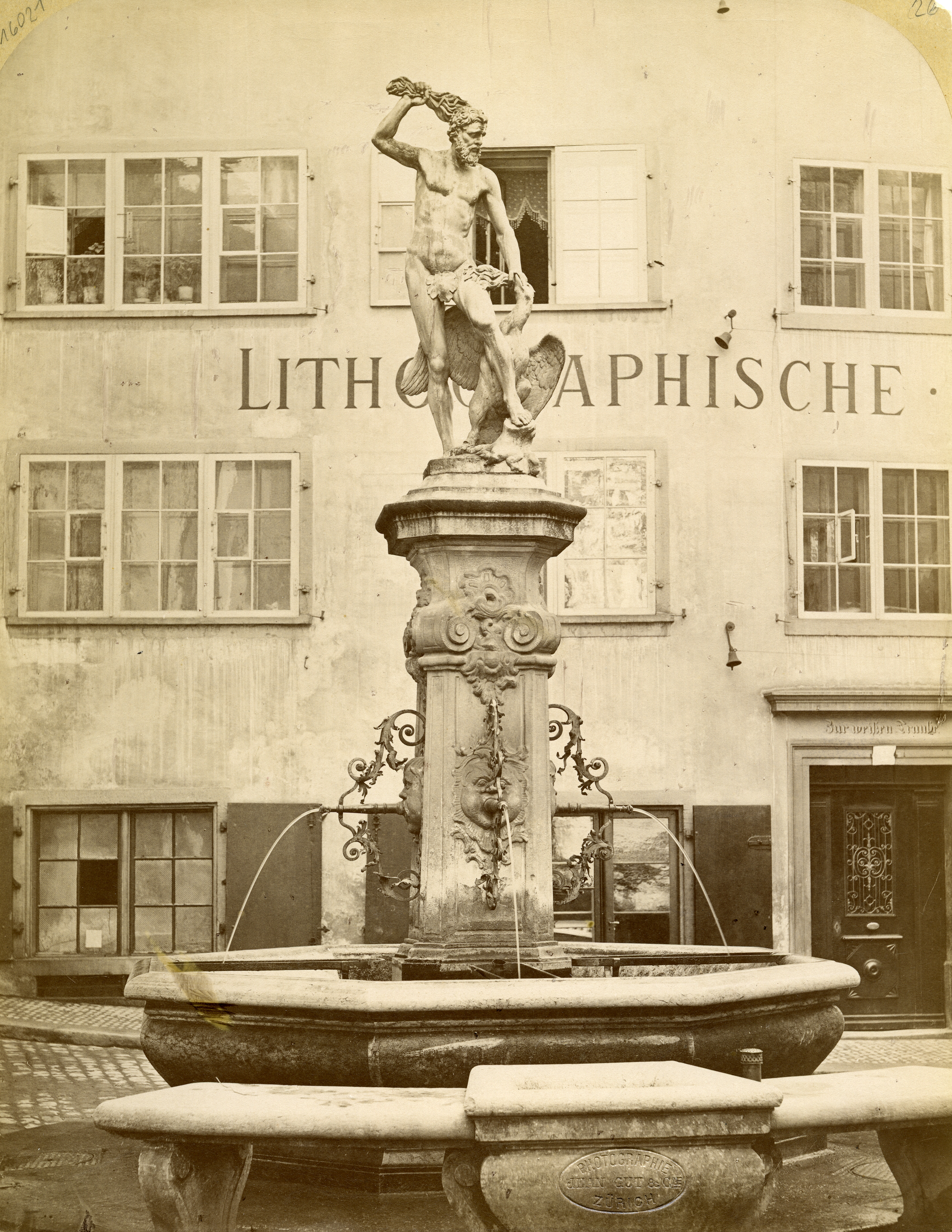
Neumarkt 1880 mit Jupiterbrunnen von 1750
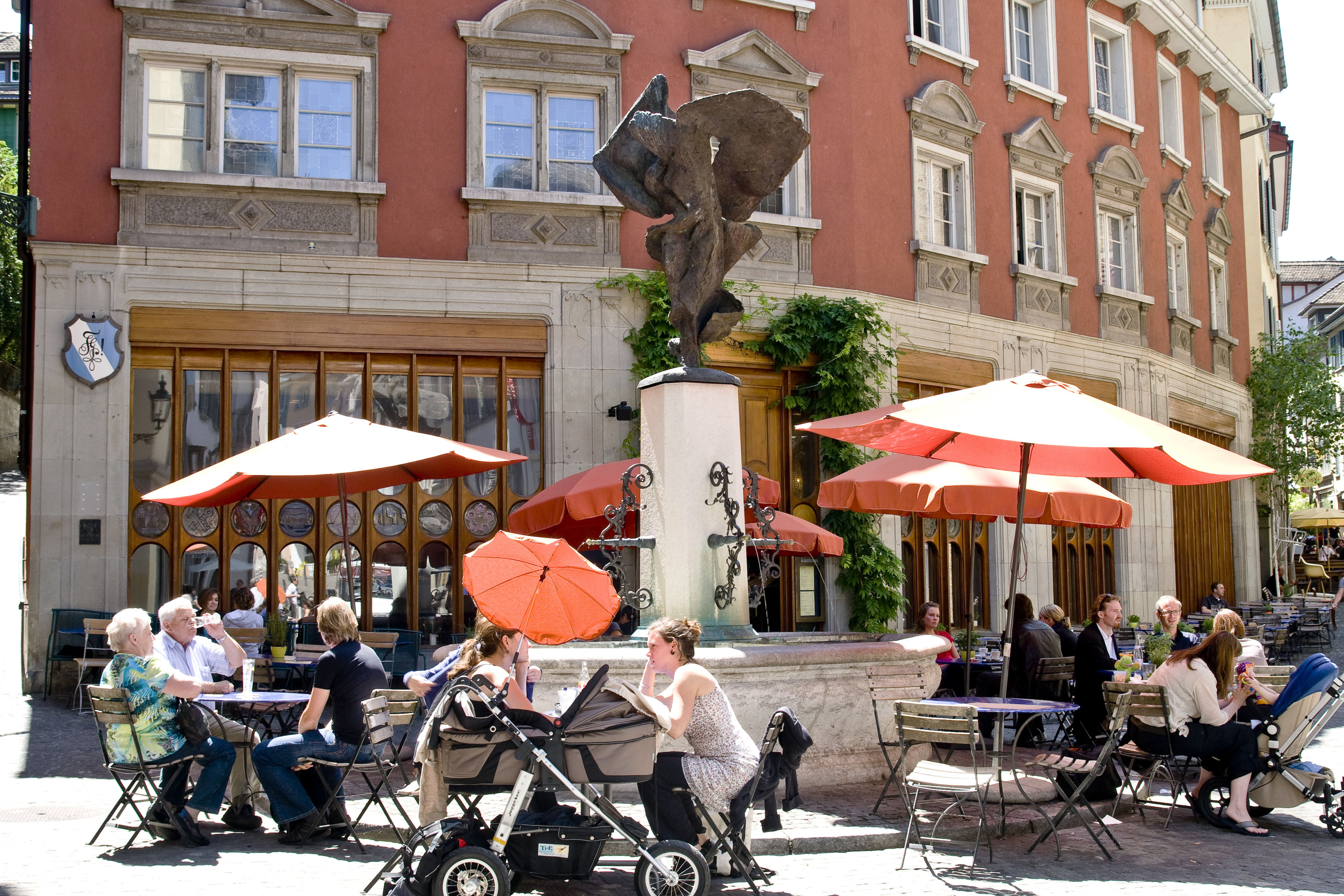
Skulptur von Barbara Roth: Nike-Brunnen nach der Siegesgöttin Nike
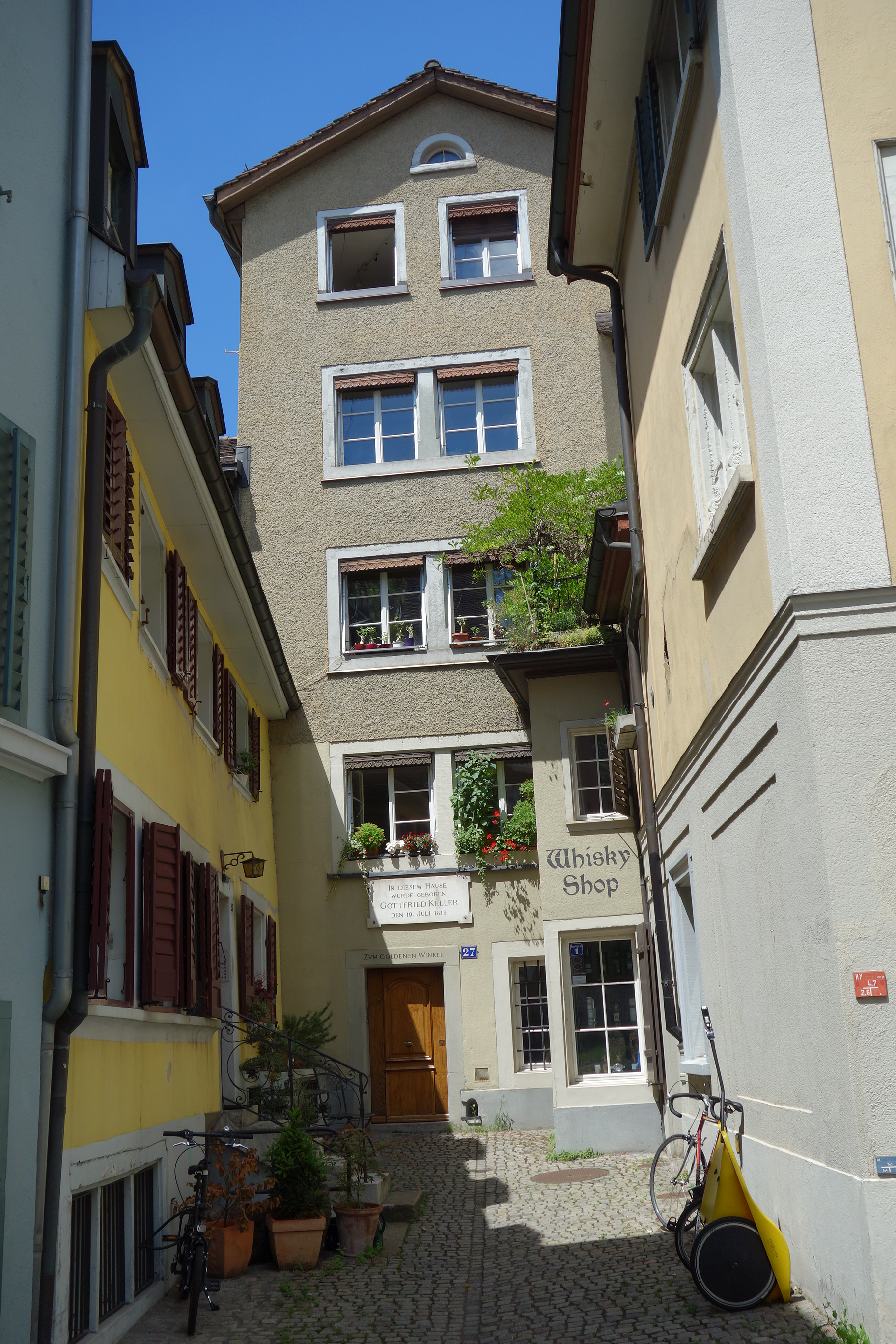
Geburtshaus von Gottfried Keller, «Zum goldenen Winkel» am Neumarkt 27
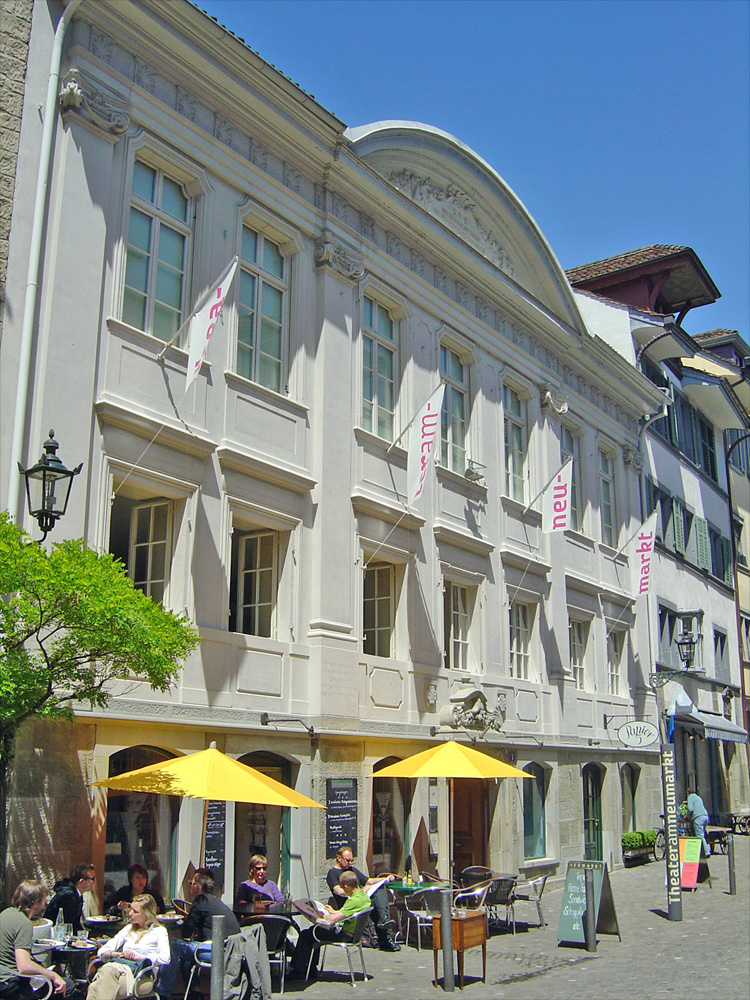
Theater Neumarkt und Zunfthaus Hottingen

## Bekannte Bewohner (Auswahl)
- Gottfried Keller
- Jakob Ruf